# Иконен, Гленн
Гленн И́конен (швед. Glenn Ikonen; род. 29 апреля 1955, Карьяа, Уусимаа) — шведский кёрлингист, участник сборной Швеции по кёрлингу на колясках на зимних Паралимпийских играх 2006, зимних Паралимпийских играх 2010 и зимних Паралимпийских играх 2014.
Играет на позиции третьего.

## Достижения
- Зимние Паралимпийские игры: бронза (2006).
- Чемпионат мира по кёрлингу на колясках: серебро (2009, 2013).
- Чемпионат Швеции по кёрлингу на колясках: бронза (2014)[4].

## Команды
| Сезон   | Четвёртый    | Третий        | Второй           | Первый           | Запасной         | Тренер                           | Турниры            |
| ------- | ------------ | ------------- | ---------------- | ---------------- | ---------------- | -------------------------------- | ------------------ |
| 2001—02 | Ялле Юнгнелл | Гленн Иконен  | Анетте Вильгельм | Бернт Шёберг     | Claes Hultling   | Thomas Wilhelm                   | ЧМК 2002 (4 место) |
| 2003—04 | Ялле Юнгнелл | Гленн Иконен  | Бернт Шёберг     | Анетте Вильгельм | Рольф Юханссон   | Thomas Wilhelm                   | ЧМК 2004 (7 место) |
| 2004—05 | Ялле Юнгнелл | Гленн Иконен  | Рольф Юханссон   | Анетте Вильгельм | Бернт Шёберг     | Олле Брудстен, Thomas Wilhelm    | ЧМК 2005 (4 место) |
| 2005—06 | Ялле Юнгнелл | Гленн Иконен  | Рольф Юханссон   | Анетте Вильгельм | Бернт Шёберг     | Олле Брудстен, Thomas Wilhelm    | ЗПИ 2006           |
| 2007—08 | Ялле Юнгнелл | Гленн Иконен  | Бернт Шёберг     | Anna Hammarlind  | Кристина Уландер |                                  | КЧМК 2007/08       |
| 2007—08 | Ялле Юнгнелл | Гленн Иконен  | Бернт Шёберг     | Кристина Уландер | Anna Hammarlind  | Олле Брудстен                    | ЧМК 2008 (6 место) |
| 2008—09 | Ялле Юнгнелл | Гленн Иконен  | Патрик Бурман    | Анетте Вильгельм |                  | Thomas Wilhelm, Patrik Kihlström | ЧМК 2009           |
| 2009—10 | Ялле Юнгнелл | Гленн Иконен  | Патрик Бурман    | Анетте Вильгельм | Патрик Каллин    | Томас Нурдин                     | ЗПИ 2010 —         |
| 2010—11 | Гленн Иконен | Патрик Бурман | Патрик Каллин    | Кристина Уландер | Gert Erlandsson  | Ялле Юнгнелл                     | ЧМК 2011 (8 место) |
| 2012—13 | Ялле Юнгнелл | Гленн Иконен  | Патрик Каллин    | Кристина Уландер | Gert Erlandsson  | Mats Mabergs                     | ЧМК 2013           |
| 2013—14 | Ялле Юнгнелл | Гленн Иконен  | Патрик Каллин    | Ронни Перссон    |                  |                                  | ЧШК 2014           |
| 2013—14 | Ялле Юнгнелл | Гленн Иконен  | Патрик Каллин    | Кристина Уландер | Сандра Реппе     | Mats Mabergs                     | ЗПИ 2014 (7 место) |

(скипы выделены полужирным шрифтом)

## Частная жизнь
Начал заниматься кёрлингом на колясках в 2000 в возрасте 45 лет.